# City University of New York
Die City University of New York, kurz CUNY, ist der Hochschulverbund der staatlichen Universitäten in New York City. Wie die State University of New York und die California State University ist die CUNY ein großes State university system in den Vereinigten Staaten. 
Die Geschichte der CUNY geht zurück auf die Gründung der Free Academy of the City of New York, später City College of New York, im Jahr 1847. Nach Gründung der CUNY beteiligte sich die Stadt noch zu gleichen Teilen wie der Bundesstaat New York an den Kosten, aber inzwischen wird die CUNY weitgehend vom Bundesstaat New York finanziert.

## Standorte
Die CUNY hat 23 Standorte. 

### Senior colleges
- (1847) City College of New York
- (1870) Hunter College
- (1919) Baruch College
- (1930) Brooklyn College
- (1937) Queens College
- (1946) New York City College of Technology
- (1955) College of Staten Island
- (1964) John Jay College of Criminal Justice
- (1966) York College
- (1968) Lehman College
- (1970) Medgar Evers College

### Community colleges
- (1957) Bronx Community College
- (1958) Queensborough Community College
- (1963) Borough of Manhattan Community College
- (1963) Kingsborough Community College
- (1968) LaGuardia Community College
- (1970) Hostos Community College
- (2011) New Community College

### Graduate and professional schools
- (1961) CUNY Graduate Center
- (1973) Sophie Davis School of Biomedical Education
- (1983) CUNY Law School
- (2005) William E. Macaulay Honors College
- (2006) CUNY Graduate School of Journalism
- (2006) CUNY School of Professional Studies
- (2008) CUNY School of Public Health